# Waldheimat (Fernsehserie)
Waldheimat ist eine österreichisch-deutsche Jugend- und Historienfernsehserie aus den Jahren 1983 und 1984. Im Mittelpunkt stehen die Kindheit und Jugend des Schriftstellers Peter Rosegger. Die Episoden basieren auf Roseggers autobiografischen Erzählungen in Waldheimat. Erinnerungen aus der Jugendzeit von 1877.

## Inhalt
Peter wächst auf einem abgelegenen Waldbauernhof in der Steiermark auf. Nach einer Schneiderlehre entschließt er sich, Schriftsteller zu werden und verlässt den Hof. Die einzelnen Geschichten handeln vom damaligen Aberglauben und kleinen Halunken, aber auch von der beginnenden Industrialisierung, vertreten von der eben fertiggestellten Semmeringbahn in der ersten Folge.
Episodenliste
| Folge | Name                                                        | Staffel |
| ----- | ----------------------------------------------------------- | ------- |
| Pilot | Der Waldbauernbub                                           |         |
| 1     | Als ich das erste Mal auf dem Dampfwagen saß                | 1       |
| 2     | Als ich um Hasenöl geschickt wurde                          | 1       |
| 3     | Als ich Müller war                                          | 1       |
| 4     | Als ich zur Drachenbinderin ritt                            | 1       |
| 5     | Wie das Zicklein starb                                      | 1       |
| 6     | Wie mir der Heiland erschienen ist                          | 1       |
| 7     | Als ich Bettelbub gewesen                                   | 1       |
| 8     | Der Talerbüchsen-Toni                                       | 1       |
| 9     | Dem Anderl sein Tabaksgeld                                  | 1       |
| 10    | Als ich im Walde beim Käthele war                           | 1       |
| 11    | Als wir zur Schulprüfung geführt wurden                     | 1       |
| 12    | Als wir zum Stegthomerl fuhren                              | 1       |
| 13    | Wie ich mit dem Thresel auszog und mit dem Maischel heimkam | 1       |
| 14    | Am ersten Tage                                              | 2       |
| 15    | Wie mir ein Licht aufging                                   | 2       |
| 16    | Als ich Robinson im Schneiderhäusl war                      | 2       |
| 17    | Ein reisender Handwerksbursch                               | 2       |
| 18    | Eine lederne Ster                                           | 2       |
| 19    | Eine Winternacht auf dem Berg                               | 2       |
| 20    | Als ich Faschingsdienstag feiern wollte                     | 2       |
| 21    | Der Warzenkrieg                                             | 2       |
| 22    | Wie ich die Pariser Mode eingeführt habe                    | 2       |
| 23    | Der versteigerte Schneider                                  | 2       |
| 24    | Als ich Heiratsvermittler war                               | 2       |
| 25    | Die Freisprechung und der ungarische Meister                | 2       |
| 26    | Als ich davonging …                                         | 2       |

## Hintergrund
ZDF und ORF strahlten den 90-minütigen Pilotfilm Der Waldbauernbub am 24. Dezember 1983 im Hauptabendprogramm aus. Darin erinnert sich Peter Rosegger als junger Mann zu Weihnacht an seine Kindheit, welches in einzelnen Episoden dargestellt wird. Unter anderem wird auch die Geschichte Als ich Christtagsfreuden holen ging darin gezeigt. Am 27. Dezember sendete der ORF im Nachmittagsprogramm Episode 1 Als ich das erste Mal auf dem Dampfwagen saß. Am 3. Januar 1984 folgte das ZDF.
Die Serienepisoden beruhen auf den autobiografischen Erzählungen in Waldheimat. Erinnerungen aus der Jugendzeit die erstmals 1877 in Preßburg erschienen. Es ist eine Co-Produktion von ORF, ZDF, SVT 1 und MR-Film/Wien. Die Dreharbeiten dauerten knapp ein Jahr, es wirkten etwa 200 Darsteller mit. Die Kosten betrugen 10 Millionen Mark.

## Gastschauspieler
In der Serie wirkten viele bekannte österreichische und deutsche Schauspieler mit, unter anderem Karl Merkatz, Herbert Fux, Klaus Rott, Heinz Petters, Fritz Muliar, Jane Tilden, Silvia Janisch, Franz Muxeneder, Kurt Weinzierl, Franz Suhrada und Josef Meinrad.

## Drehorte

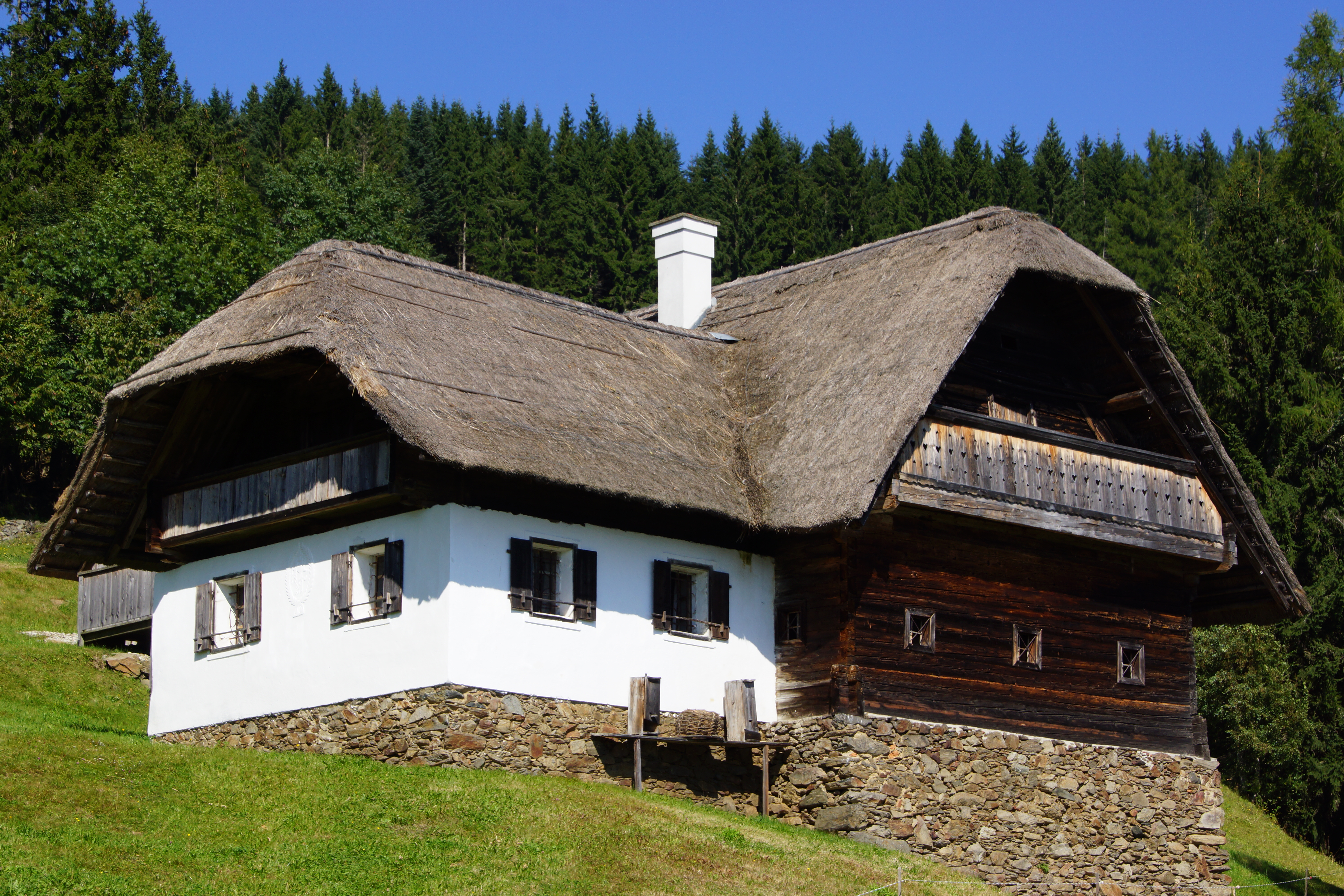
Schirner-Rauchstubenhaus (2012)

Die Drehorte lagen in der obersteirischen Waldheimat. Als Hof der Roseggers wurde das Schirner-Rauchstubenhaus gewählt, das bis 1977 bewohnt war und heute ein Museum ist. Das echte Geburtshaus Roseggers ist der weiter nördlich gelegene Kluppeneggerhof.
Als „Double“ für die Semmeringbahn diente die schmalspurige Feistritztalbahn, zum Einsatz kam dabei eine Dampflok der Baureihe U ohne Führerhaus.

## Filmmusik
Hinweis: Die Angaben richten sich nach dem 1987 bei Corona Music Company erschienenen Soundtrack „Waldheimat“ (CMC 013021).
| Nummer | Titel                                   | Seite |
| ------ | --------------------------------------- | ----- |
| 1      | Waldheimat – Titelmelodie               | 1     |
| 2      | Die Mühle brennt                        | 1     |
| 3      | Peters Wallfahrt                        | 1     |
| 4      | Die weiße Frau                          | 1     |
| 5      | Im Geisterwald                          | 1     |
| 6      | Heimweg und Peters Erzählung            | 1     |
| 7      | Der Schäfer                             | 1     |
| 8      | Das Zicklein ist tot                    | 1     |
| 9      | Heuerernte                              | 1     |
| 10     | Thalergeschichten                       | 1     |
| 11     | Ein Unschuldiger wird verprügelt        | 2     |
| 12     | Peter und sein Schlüssel                | 2     |
| 13     | Der Steuereintreiber                    | 2     |
| 14     | Peter und die Käthele                   | 2     |
| 15     | Mein Waldbauernbub                      | 2     |
| 16     | Abschied vom Käthele                    | 2     |
| 17     | Mutter ist krank                        | 2     |
| 18     | Knödel gegen Gerstensuppe               | 2     |
| 19     | Peter und die Magd                      | 2     |
| 20     | Der Schneidergesell und die Witwe       | 2     |
| 21     | Abschied vom Elternhaus und Schlußmusik | 2     |

## DVD-Veröffentlichung
Die Serie (Waldheimat) und der Pilotfilm (Der Waldbauernbub – Weihnacht in der Waldheimat) sind mittlerweile auf DVD erschienen.